# Les Branches de l'arbre
Pour plus de détails, voir Fiche technique et Distribution.
Les Branches de l'arbre (Shakha Proshakha) est un film indien réalisé par Satyajit Ray, sorti en 1990.

## Synopsis
Ananda, ancien directeur de Mica Works, vit retiré avec son second fils, Proshanto, devenu handicapé mental à la suite d'un accident. Il a 3 autres fils qui ont tous une position sociale confortable, à l'exception du plus jeune, Protap, qui a préféré une carrière artistique au milieu financier dans lequel évolue le reste de la famille. Alors qu'Ananda les a tous réuni à l'occasion de son 70e anniversaire, ainsi que plusieurs notables de la ville, celui-ci est victime d'une attaque cardiaque.

## Fiche technique
- Titre : Les Branches de l'arbre
- Titre original : Shakha Proshakha
- Réalisation : Satyajit Ray
- Scénario : Satyajit Ray
- Production : Gérard Depardieu et Daniel Toscan du Plantier
- Musique : Satyajit Ray
- Photographie : Barun Raha
- Son : Pierre Lenoir
- Montage : Dulal Dutta
- Décors : Ashoke Bose
- Format : Couleur - 35 mm - Son : mono
- Durée : 130 minutes
- Langue : Bengali
- Pays :  Inde /  France /  Royaume-Uni
- Budget : USD
- Dates de sortie : 
  -  Royaume-Uni : 23 novembre 1990 au festival du film de Londres
  -  France : 21 août 1991
  -  États-Unis : 17 avril 1992

## Distribution
- Ajit Bannerjee : Ananda Majumdar
- Haradhan Bannerjee : Probodh
- Soumitra Chatterjee : Proshanto
- Deepankar De : Probir
- Ranjit Mullik : Protap
- Lily Chakravarty : Uma
- Mamata Shankar : Tapati